# 11572 Шиндлер
11572 Шиндлер (11572 Schindler) — астероїд головного поясу, відкритий 15 вересня 1993 року.
Тіссеранів параметр щодо Юпітера — 3,492.